# Hyphus comusioides
Hyphus comusioides là một loài bọ cánh cứng trong họ Cerambycidae.